# Albruna (Seherin)
Albruna (lateinisch Albrinia, Aurinia) war eine germanische Seherin, die Anfang des 1. Jahrhunderts tätig war. Sie ist einzig in der Germania des Tacitus genannt. Augenscheinlich hatte sie während der Feldzüge des Drusus und Tiberius in der Zeit von 9 v. Chr. bis 14 n. Chr. einiges Ansehen und erscheint deshalb im Bericht des Tacitus. Außer dem Namen ist zur Person nichts Weiteres bekannt. Die Funktion als Seherin ergibt sich aus der Etymologie des Namens und aus der quellenbedingten Vergesellschaftung mit der Seherin Veleda.
Albruna bedeutet „die mit Geheimwissen der Alben versehene“. Der Name *Albruna ist eine Konjektur des 19. Jahrhunderts aus den handschriftlichen Formen Aurinia, Albrinia, Flurinia, die durch Wilhelm Wackernagel und Karl Müllenhoff wissenschaftlich etabliert wurde. Diese Konjektur wird heute als problematisch und wissenschaftlich nicht mehr überzeugend bewertet und die handschriftliche Form Aurinia vermehrt befürwortet.

„vidimus sub divo Vespasiano Veledam diu apud plerosque numinis loco habitam; sed et olim Albrunam et compluris alias venerati sunt, non adulatione nec tamquam facerent deas.“

„Wir haben es unter dem seligen Vespasian erlebt, dass Veleda bei vielen lange göttlichen Platz einnahm; aber auch schon lange vorher wurden Albruna und einige andere verehrt, aber nicht durch Kriecherei als ob sie sie etwa erst zu Göttinnen machen.“

## Der Name *Albruna – Aurinia

Sequenz mit Glosse: Folio 33v. Codex Leidensis Perizonianus

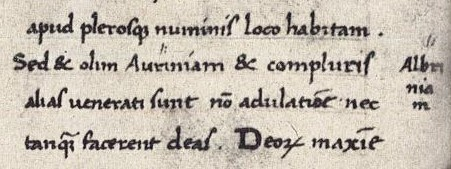
Sequenz des Codex Aesinas Folio 67v. mit Glosse

Johann Theodor Jablonskis Übersetzung und Kommentierung der Germania von 1724 mit dem Verweis auf die Handschriften, den Lesarten, resp. Glossen, Marginalien und: "die alle zu erkennen geben, dass sie ihn aus dem alten Wort Allrune nachgemacht oder verderbt [haben]. Ähnlich Kurt Sprengel in: Tacitus Germanien. Übersetzt mit Erklärungen. Halle/Saale 1817, S. 61 „Der Name Alrune, Aurinia beym Tacitus, kommt wahrscheinlich von runa, das Geheimnis, beym Ulfilas.“

Müllenhoffs Textausgabe (Germania Antiqua Berlin 1873)

In den Handschriften der Germania variiert die gemeine lateinische Wiedergabe Aurinia in den wesentlichen Formen:
- auriniam (Handschriften: B, b, C, E)[10]
- fluriniam (c)
- albriniam (B, E am Rand; b, c über der Zeile)

Β = Codex Vaticanus Lat. 1862
b = Codex Leidensis Perizonianus
C = Codex Vaticanus Lat. 1518
c = Codex Neapolitanus IV C 21
Ε = Codex Aesinas
Wackernagels Ansatz war, aus der glossierten Form Albrina(m)n die Situation aufzulösen und eine „germanische“ Namensform *Albruna in den wissenschaftlichen Diskurs einzuführen, da die Endung -run geläufig bei weiblichen Personennamen der Germanen sei und das Geheimnisvolle, Magische betone. Verglichen wurde mit den althochdeutschen Namen Al(b)run, Frithurun und der bei Jordanes (Getica) belegten gotischen Form haljoruna = zauberische Frau. Jacob Grimm erschloss sich aus dem Problem der Formen Aurinia („Auriniam .. schwerlich Übertragung eines deutschen namens, wie etwa des altn. Gullveig; man mutmaßst auch Aliruna, Ölrun, Albruna“) und Albrinia in Verbindung mit den gotischen *Haljarūnōs („Aliorumnas“) eine vermittelnde Form der Aliruna, beziehungsweise im Plural Alirunas als Gattungsname für Priesterinnen und Seherinnen die Aliorunen. Müllenhoff betonte, dass mit dem Tragen des Namens eine Kraftübertragung in Bezug zur mantischen Funktion als Seherin verbunden sei. Grundsätzlich war sein Ansatz in der Textkritik begründet, die er im Kontext der zahlreichen verderbten Namen (Korruptel) bedingt durch die Stemmata der überlieferten Handschriften des taciteischen Gesamtwerks bewertete und besonders fallbezogen im Hinblick der Geschichte des Germania-Archetyps des Codex Hersfeldensis (H) und dessen direkten Abschriften (x, y, z) – ein bis heute bestehender Umstand in der wissenschaftlichen Diskussion. Die nebeneinander stehenden Formen Aurinia und Albrinia der besten Germania-Haupthandschriften lassen, so Müllenhoff, aus Au- plausibel ein Alb- herstellen, umgekehrt jedoch nicht. Aus der Form Albrinia der Handschriften b und c und den Handschriften B und E mit der Randnotierung wurde die Form Albruna dadurch gebildet, dass erstens angenommen wurde, hier liege eine der des Hersfeldensis nahen Abschrift vor, und zweitens, dass die graphematische Überlieferung der i-Punkte auf einem interpretatorischen Abschreibfehler beruhe. In der Folge fand die Form *Albruna Eingang in diverse Textausgaben und Übertragungen der Germania deutscher Provenienz, sowie in internationalen Ausgaben (Loeb Classical Library, Henri Goelzer) und wurde eine gebräuchliche Form im wissenschaftlichen Diskurs und Veröffentlichungen. Beispielsweise verweist der Thesaurus linguae Latinae im ersten Druckband aus dem Jahr 1900 unter dem Stichwort Auriniam zum Lemma Albruna.

Die Konjektur wurde hingegen nicht allgemein akzeptiert. Moritz Schönfeld bemängelte die Form *Albruna mit ihrem germanisch lautenden Gepräge und verwies analog zur Etymologie von Veleda darauf hin, dass die Möglichkeit einer Entlehnung oder Beeinflussung aus dem Keltischen vorliegen kann. Schönfeld befürwortete das konservative Beibehalten des handschriftlichen Aurinia. Schönfelds ansicht folgten seriöse kommentierte Ausgaben in der ersten Hälfte des 20. Jahrhunderts wie beispielsweise bei Wilhelm Reeb. Aus der handschriftlichen Überlieferung heraus sprach sich Wilhelm Capelle ebenfalls gegen die Konjektur Wackernagels und deren zu Teilen unkritische Aufnahme aus. 

„Der Name Aurinia ist nicht anzutasten, wenn wir auch von der Trägerin des Namens sonst nichts wissen. Wackernagels Vermutung ‚Albruna‘ findet in der handschriftlichen Überlieferung keine genügende Stütze und wird daher jetzt mit Recht verworfen“

 Im wissenschaftlich bedeutenden Germaniakommentar (und Textausgabe) von Rudolf Much sprach sich dieser für *Albruna als eine gültige „unbedenkliche“ Form auf Grund der häufigen handschriftlichen Belege der Form Albrinia aus. Much bemängelte lediglich, dass bei der Konjektur Albruna der Fugenvokal, in diesem Fall ein „i“ oder nach Much ein zu setzendes „o“ zur Form Alb-o-runa nötig sei, um der Sprachstufe des Germanischen des 1. Jahrhunderts zu entsprechen. Gerhard Perl folgt in seiner Textausgabe, Übertragung und Kommentar Much und merkt an, dass die handschriftlichen Varianten den Umgang mit dem fremden germanischen Namen – Alboruna? [sic] – der römischen Wortbildung zu Albrinia angeglichen haben. Gegen diese bis Dato herkömmlichen Aufnahmen der Konjektur Wackernagel/Müllenhoff wendet sich entschieden Allan A. Lund und präferiert selbst Aurinia.
Roland Schuhmann stellt in seiner Untersuchung die Form Aurinia als die bestbelegte Form des handschriftlichen Befunds dar, und verweist darauf – ohne auf die Stemmabildung, das heißt die Überlieferung, die Lesarten und die Qualitäten der Germania-Handschriften insgesamt einzugehen –, dass moderne rezente Textausgaben (Alf Önnerfors und andere) diesen Umstand wieder vermehrt berücksichtigen. Ihm folgend untersuchte die schwedische Philologin Lena Peterson nochmals die Handschriften der Germania und deren Überlieferungsgeschichte in Bezug zu den Formen Albrinia, Aurinia und kam zum Ergebnis, dass Aurinia die Form ist, die auf die des Codex Hersfeldensis zurückführt. Peterson verwarf die Konjektur Wackernagels als einen „Geisternamen“.
Sprachwissenschaftlich, beziehungsweise aus Sicht der Namenforschung ist die Konjektur deshalb von Bedeutung, da diese Form den frühesten Beleg von -run als Glied eines (weiblichen) Funktions- oder „sprechenden“ germanischen Personennamens darstellen würde – und überhaupt einer der frühesten germanischen weiblichen Personennamen wäre. Thorsten Andersson führt zur generellen germanischen Personennamenbildung an, dass die Bedeutung der Frau innerhalb der vorchristlichen religiösen Sphäre durch Proprialnamen wie beispielsweise im Beleg altnordisch Guðrún verdeutlicht wird, der sich als „eine, die die rúnar, die Geheimnisse oder die geheimen Kenntnisse der Götter, besitzt“ verstehen lässt.
Im Kontext der Diskussion zur Lesung und Interpretation der voralthochdeutschen Runeninschrift der alemannischen Runenschnalle von Pforzen und den dort allgemein gelesenen weiblichen Personennamen aïlrun, liest die niederländische Runologin Tineke Looijenga die Inschrift als *alrun und bezeichnet Albruna unsicher als mögliche Vorläuferversion. Edith Marold liest den Namen als *al(lu)run und stellt das Erstglied Alu- im Vergleich zu germanisch *alb- (altnordisch alfr, mittelhochdeutsch alp) und Personennamenmaterial wie althochdeutsch Alu-pert. Marold sieht bei angenommener Richtigkeit ihrer Lesung eine mögliche „verlockende“ Verbindung zur Form Albruna und verweist auf Much, das besonders bei den Sueben und späteren Alemannen („Semnonen-Alemannen“) der Typus der Germanischen Seherin überliefert sei. Marold rät jedoch selber zur Vorsicht bei solchen weitreichenden Vermutungen.
Zuletzt verwies Hermann Reichert im Kontext seiner Untersuchung zum inschriftlichen Namensgut der Vandalen auf die Inschrift Guiliaruna presbiterissa aus dem 5. Jahrhundert aus Hippo Regius. Guiliaruna war eine christliche Priesterin. Reichert geht davon aus, dass es „sich nicht um einen Personennamen im engeren Sinn handelt“ wie bei einem Geburtsnamen, sondern eher um einen Berufsnamen. Des Weiteren sieht er darin die Erscheinung, dass in erst kürzlich christianisierten germanischen Kulturen heidnische Vorstellungen nachwirkten. Er kommt zum Schluss, dass Albruna ein Konstrukt ist und als Konjektur deutlich herausgestellt sein muss, durch die reale Parallele der Guiliaruna jedoch den „Grad der Geisterhaftigkeit“, den Peterson feststellte, verliert.

## Etymologien zu Aurinia
Gottfried Schramm deutet die Namen der Seherinnen bei Tacitus Veleda und Aurinia als germanischen Ursprungs. Für Aurinia setzt er germanisch *Aurini an zur Wurzel *auraz für „Wasser“ unter Vergleich zu altisländisch aurr für „Sand“ oder „Glanz“ an. Für die auslautende Endung -ia ein latinisiertes germanisches i das die Suffixbildung -ini plausibilisiert. Robert Nedoma weist diese Deutung Schramms als wenig überzeugend zurück, mit dem Hinweis auf den Schwachpunkt von Schramms Ausführung, das die Suffixbildung und somit die Konvergenz zum handschriftlichen Germaniabefund Aurinia bei Schramm „nichts bedeutet“.
Roland Schuhmann lehnt gleichfalls Schramms Deutung Aurinia als genuin germanische Form ab. Er verweist analog auf die für ihn keltische Herkunft des Namens der Veleda und auf Nedomas Kritik an Schramm. Schuhmann selber sieht in Aurinia eine keltisch-lateinische Mischform, bestehend aus dem ins Keltische entlehnten lateinischen Präfix aur- wie in aurum für „Gold“ und dem genuin keltischen Suffix -inios, -inia. Anhand keltischer Personennamen verweist er unter anderen auf eine männliche Form Auriniacus. Aurinia habe die ursprüngliche Bedeutung „Goldine“.
Ein älterer Versuch der Etymologisierung stammt nach Helmut Birkhan von Gilbert Trathnigg. Trathnigg, der Aurinia als die korrekte Form bezeichnet, verbindet den Namen mit altenglisch éar = Woge, See.